# Лейк-Сент-Крой-Бич (город, Миннесота)
Лейк-Сент-Крой-Бич (англ. Lake St. Croix Beach) — город в округе Вашингтон, штат Миннесота, США. На площади 2,6 км² (1,5 км² — суша, 1,1 км² — вода), согласно переписи 2002 года, проживают 1140 человек. Плотность населения составляет 765,4 чел./км².
- Телефонный код города — 651
- Почтовый индекс — 55043
- FIPS-код города — 27-34865[1]
- GNIS-идентификатор — 0646389[2]